# San Juan Coxtocan
San Juan Coxtocan är en ort i kommunen Tenango del Aire i delstaten Mexiko i Mexiko. Orten är belägen sydost om Tenango del Aire. Samhället hade 1 644 invånare vid folkräkningen 2020.